# Antrodoco
Antrodoco település Olaszországban, Lazio régióban, Rieti megyében. Lakosainak száma 2334 fő (2023. január 1.). Antrodoco Borbona, Borgo Velino, Cagnano Amiterno, Fiamignano, L’Aquila, Petrella Salto, Micigliano és Scoppito községekkel határos.

## Népesség
A település népességének változása:
| Lakosok száma | 2570 | 2498 | 2334 |
|               | 2017 | 2018 | 2023 |